# سرنخ فروش
سرنخ فروش یا لید جنریشن (به انگلیسی: Lead generation) مشتری برای اینکه تصمیم به خرید بگیرد، مسیری را طی می‌کند. برای اینکه بتوانید او را به سمت خرید هدایت کنید، باید اطلاعات و راه ارتباطی اولیه‌ای با او پیدا کنید. این اقدام را لید جنریشن می‌گویند.
سرنخ‌ها ممکن است از منابع یا فعالیت‌های مختلف، به‌عنوان مثال، به صورت دیجیتالی از طریق اینترنت، از طریق ارجاع‌های شخصی، از طریق تماس‌های تلفنی توسط شرکت یا بازاریاب‌های تلفنی، از طریق تبلیغات و رویدادها به دست آیند.
تولید سرنخ اغلب با مدیریت سرنخ جفت می‌شود تا سرنخ‌ها را از طریق قیف خرید منتقل کنند. این ترکیب از فعالیت‌ها به عنوان بازاریابی سرنخ نامیده می‌شود که اغلب به دو بخش بازاریابی و فروش تقسیم می‌شود.

## لید (سرنخ) و لید جنریشن
زمانی که مخاطب واژه خرید موبایل را در گوگل جستجو می‌کند و به سایت ما می‌رسد، یعنی این فرد احتمالاً به محصول ما که همان تلفن همراه است، علاقه دارد! یا اینکه اگر یک مشتری برای پرسیدن سؤالاتی دربارهٔ کسب و کار شما، با شما تماس بگیرد؛ یعنی تمایل اولیه‌ای به محصول یا خدمت ما نشان داده است. فارغ از تبدیل شدن یا نشدن او به خریدار، او یک لید یا سرنخ است.
آیا همین که این فرد وارد سایت شما شد یا تماس گرفت، کافی است؟ خیر! کار ما با این مشتری تمام نشده است؛ چون هنوز هیچ خریدی از طرف او انجام نشده است. پس باید این سرنخ را گرفته و تا انتهای مسیر او را با خود ببریم.

## به ثمر رساندن سرنخ یا امتیاز دهی
امتیازدهی سرنخ شامل یک روش کمی برای تخصیص یک امتیاز عددی به سرنخ است. این به شرکت کمک می‌کند تا تشخیص دهد که آیا یک مخاطب برای خط آنها معتبر است یا خیر و به آنها اجازه می‌دهد تا سرنخ‌ها را اولویت بندی کنند و منابع را بر اساس آن تخصیص دهند. اتوماسیون بازاریابی امتیازدهی سرنخ را برای پیاده‌سازی آسان‌تر کرده است.
امتیازی که به هر سرنخ اختصاص می‌یابد بر اساس سطح علاقه، تناسب با بازار هدف شرکت و احتمال تبدیل شدن به مشتری بالفعل تعیین می‌شود. ایستا نیست و می‌تواند بر اساس معیارهای جمعیت شناختی یا رفتاری تعیین شده توسط شرکت تغییر کند.

## چگونه می‌توانیم از مشتریان سرنخ بگیریم؟
در لید جنریشن، سعی داریم از مخاطب اطلاعاتی مانند شماره یا آدرس ایمیل بگیریم. اما واقعاً از مخاطبی که حاضر نیست ۵ ثانیه برای لود شدن سایت ما صبر کند، چه انتظاری داریم که متن روی فرم‌های دریافت ایمیل را بخواند، دست به کیبورد شود و در نهایت ایمیل نه چندان رند خودش را در کادر وارد کند؟
اگر تصور کرده‌اید ساخت لید با یک درخواست ساده از مخاطب انجام می‌شود، کاملاً در اشتباهید؛ مثلاً مخاطب در صورتی راه ارتباطی‌اش را به ما می‌دهد که مطمئن باشد در مقابل، یک ارزش در اختیارش قرار می‌دهیم.

### ایجاد لید در فضای انلاین
1. ظاهر سایت‌تان را بهینه کنید
2. سعی کنید بازدید سایت‌تان را افزایش بدهید

راهکارهایی مثل: بازاریابی محتوایی، سئو، سوشیال مدیا مارکتینگ، تبلیغات و…
1. فرم‌های ساده و جذاب بسازید
2. به مخاطب یک چیز با ارزش بدهید
3. لندینگ پیج یا صفحه فرود جذاب طراحی کنید
4. نظرات کاربران و توصیه نامهٔ آن‌ها معجزه می‌کند!
5. برگزاری رویداد هم پیشنهاد خوبی است
6. صفحات فرود نقطه‌ای بسازید!
7. CTAهای واضح بسازید
8. از شبکه‌های اجتماعی نهایت استفاده را ببرید
9. یک وبینار رایگان برگزار کنید.
10. اسپانسر یک رویداد شوید